# Cuadernos del Banco Central de Venezuela

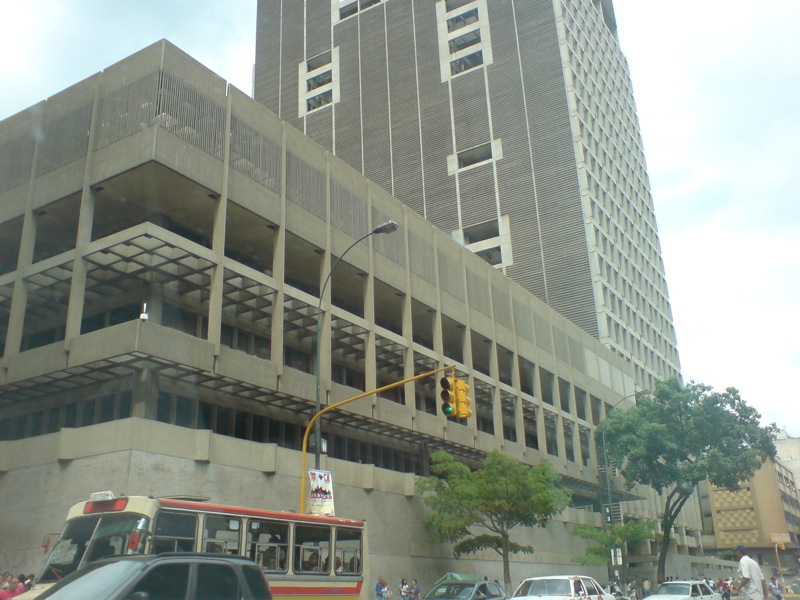
Edificio del Banco Central de Venezuela, ente editor de los Cuadernos BCV

Los Cuadernos del Banco Central de Venezuela (BCV) son parte de un proyecto de dicha institución en asociación con el Ministerio de Educación y varias instituciones públicas y privadas entre las que destacan la Fundación Fe y Alegría, el Instituto Autónomo Biblioteca Nacional, el Museo de los Niños, el Instituto Nacional del Menor y la Fundación del Niño, el propósito es el de impartir entre los niños y jóvenes la enseñanza de la economía a través de la elaboración de una serie libros ampliamente ilustrados y con un lenguaje adecuado para el entendimiento de niños en edades comprendidas entre lo 7 y 12 años.
Este programa educativo del BCV se inició el martes 21 de octubre de 1997; el programa inicio con la edición de dos cuadernos BCV, Serie Educativa, titulados «¿Qué son los bancos?» y «¿Qué es un banco central?». Los antecedentes de dicho programa se remontan a 1990, cuando el BCV editó un libro para niños denominado «Encontré una moneda» que marcó un hito en la historia de publicaciones del BCV, y en 1995, coincidiendo con el quincuagésimo quinto aniversario del instituto, se editó «¿Qué es el dinero?». Estos dos libros junto los dos que se publican en 1997 constituyen piezas clave del programa El BCV enseña a los niños economía... proyecto que busca además involucrar a todos nuestro funcionarios y a las instituciones y ciudadanos interesados en la consecución del objetivo de hacer llegar a nuestros niños la materia económica contenida en los Cuadernos BCV, Serie Educativa. El programa se complementa con la implementación visitas guiadas preparadas para grupos escolares. Los niños asistentes recorren los espacios del BCV y conocen sus tesoros. Conjuntamente, se organizan lecturas de los Cuadernos BCV, seguidas de comentarios, intercambios y juegos.

## Plan de la obra
En la actualidad el BCV ha publicado 10 publicaciones, con cada libro acompañado por una guía de actividades dirigidas a los maestros y estudiantes en la que se explican actividades y juegos que permitirán la fácil comprensión de la lectura de los Cuadernos BCV

## Cuadernos BVC
| Carátula de la Guía | Referencia | ISBN |
| - Autor: Rosario Anzola. - Ilustraciones: Laura Liberatore. - Título: Por los lados del Banco Central. - Año: 2001. - Referencia: Cuadernos BCV. Serie Educativa. Banco Central de Venezuela, Caracas-Venezuela. 38p.                                   | - Serie ISBN 980-6479-07-6 - Serie Depósito Legal: lf 352200033039 - Libro ISBN 980-6479-08-4 - Libro Depósito Legal: lf 35220003306.39  |      |
| - Autor: Rosario Anzola. - Ilustraciones: Oswaldo Dumont. - Título: La Casa de la Moneda de Venezuela. - Año: 2004. - Referencia: Colección Economía para todos. Serie Infantil. Banco Central de Venezuela, Caracas-Venezuela. 24p.                    | - Serie ISBN 980-6479-81-5 - Serie Depósito Legal: lf 3522004330718 - Libro ISBN 980-6479-87-4 - Libro Depósito Legal: lf 35220043302089 |      |
| - Autor: Blonder, José Luis y Fajardo Cortez, Víctor. - Ilustraciones: Luis Guillermo Vásquez F. - Título: El fantasma de la inflación. - Año: 1998. - Referencia: Cuadernos BCV. Serie Educativa. Banco Central de Venezuela, Caracas-Venezuela. 28p.  | - Serie ISBN S/D - Serie Depósito Legal: S/D - Libro ISBN 980-6395-48-4 - Libro Depósito Legal: S/D                                      |      |
| - Autor: Rafael Cartay. - Ilustraciones: Cristina Müller. - Título: El pago mágico. - Año: 2003. - Referencia: Cuadernos BCV. Serie Educativa. Banco Central de Venezuela, Caracas-Venezuela. 38p.                                                      | - Serie ISBN 980-6479-07-6 - Serie Depósito Legal: 352200033039 - Libro ISBN 980-6395-62-9 - Libro Depósito 35220023702550               |      |
| - Autor: Rafael Cartay. - Ilustraciones: Cristina Müller. - Título: ¿Qué son las tasas de interés? - Año: 2004. - Referencia: Colección Economía para todos. Serie Infantil. Banco Central de Venezuela, Caracas-Venezuela. 36p.                        | - Serie ISBN 980-6479-81-5 - Serie Depósito Legal: 3522004330718 - Libro ISBN 980-6479-82-3 - Libro Depósito 3522004332719               |      |
| - Autor: Silda Cordoliani. - Ilustraciones: Corina Michelena. - Título: ¿ Qué es el IPC? - Año: 2004. - Referencia: Colección Economía para todos. Serie Infantil. Banco Central de Venezuela, Caracas-Venezuela. 32p.                                  | - Serie ISBN 980-6479-07-6 - Serie Depósito Legal: 352200033039 - Libro ISBN 980-6479-77-7 - Libro Depósito Legal: 35220033002239        |      |
| - Autor: Jacqueline Goldberg y Víctor Fajardo Cortez. - Ilustraciones: María Isabel Mas. - Título: Don Beceverio el guardián del dinero. - Año: 2000. - Referencia: Cuadernos BCV. Serie Educativa. Banco Central de Venezuela, Caracas-Venezuela. 28p. | - Serie ISBN S/D. - Serie Depósito Legal: S/D. - Libro ISBN 980-6395-70-0 - Libro Depósito 3522000800460                                 |      |
| - Autor: María Elena Maggi y Pedro Parra Deleaud. - Ilustraciones: Morella Fuenmayor. - Título: ¿Qué es un banco central? - Año: 1999. - Referencia: Cuadernos BCV. Serie Educativa. Banco Central de Venezuela, Caracas-Venezuela. 28p.                | - Serie ISBN S/D. - Serie Depósito Legal: S/D. - Libro ISBN 980-6395-09-X - Libro Depósito Legal: S/D.                                   |      |
| - Autor: María Elena Maggi y Pedro Parra Deleaud. - Ilustraciones: Rosana Faría. - Título: ¿Qué son los bancos? - Año: 1999. - Referencia: Cuadernos BCV. Serie Educativa. Banco Central de Venezuela, Caracas-Venezuela. 28p.                          | - Serie ISBN S/D. - Serie Depósito Legal: S/D. - Libro ISBN 980-6395-09-3 - Libro Depósito Legal: S/D.                                   |      |
| - Autor: María Elena Maggi y Pedro Parra Deleaud. - Ilustraciones: Rosana Faría. - Título: ¿Qué es el dinero? - Año: 1999. - Referencia: Cuadernos BCV. Serie Educativa. Banco Central de Venezuela, Caracas-Venezuela. 28p.                            | - Serie ISBN S/D. - Serie Depósito Legal: S/D. - Libro ISBN 980-6395-00-X - Libro Depósito Legal: S/D.                                   |      |